# Kostel svaté Maří Magdalény (Němčice nad Hanou)
Kostel svaté Maří Magdalény je římskokatolický farní kostel v Němčicích nad Hanou. Je chráněn jako kulturní památka České republiky.
Nejstarší kostel stál v Němčicích patrně od 13. století. Dnešní kostel pochází z období po roce 1662. Věž se zvony stojí odděleně ve vzdálenosti 6 metrů od kostela. Stavební jádro věže je zřejmě starší než kostel, její zvonicové patro je pozdně barokní a sahá do výše 37 metrů. Boční kaple v kostele by přistavěny ve 2. polovině 18. století. V roce 1897 byl postaven nový hlavní oltář a celý kostel znovu vysvěcen tehdejším olomouckým arcibiskupem Theodorem Kohnem. Křížová cesta v kostele pochází z roku 1907 a jejím autorem je Viktor Foerster. V letech 1916 a 1917 byly zrekvírovány kostelní zvony pro válečné účely a nové byly pořízeny v roce 1927. Zvony byly zabaveny znovu v roce 1942 a kostel zůstal bez nich až do roku 1968, kdy bylo pořízeno pět nových. Kostel i věž byly v roce 1945 těžce poškozeny a následně opraveny. V roce 1998 byl vysvěcen nový hlavní oltář.